# رنگینک بال‌چماقی
رنگینک بال‌چماقی (نام علمی: Machaeropterus deliciosus) نام یک گونه از سرده رنگینک‌های بال‌شمشیری است.